# Јазавац пред судом (ТВ филм из 1988)
Јазавац пред судом је југословенски телевизијски филм из 1988. године. Режирао га је Арса Милошевић, а сценарио је направљен по истоименом дјелу Петра Кочића.

## Улоге
| Глумац          | Улога        |
| --------------- | ------------ |
| Никола Милић    | Давид Штрбац |
| Богдан Девић    | Судац        |
| Зоран Ђорђевић  | Писар        |
| Раде Којчиновић | Доктор       |